# Velîkîi Șciîmel, Snovsk
Velîkîi Șciîmel (în ucraineană Великий Щимель) este o comună în raionul Snovsk, regiunea Cernihiv, Ucraina, formată numai din satul de reședință.

## Demografie
Componența lingvistică a comunei Velîkîi Șciîmel
     Ucraineană (97,24%)
     Rusă (2,43%)
     Alte limbi (0,22%)
Conform recensământului din 2001, majoritatea populației comunei Velîkîi Șciîmel era vorbitoare de ucraineană (97,24%), existând în minoritate și vorbitori de rusă (2,43%).